# Waldemar Cierpinski

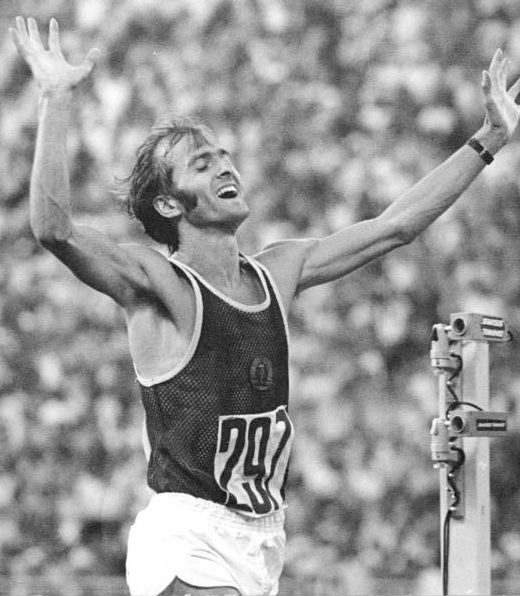
Waldemar Cierpinski bei seinem Olympiasieg 1980

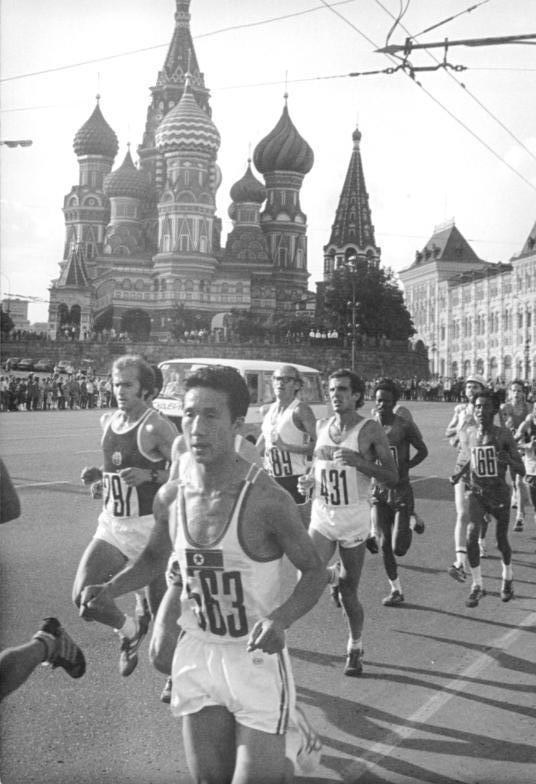
Marathonlauf bei den Olympischen Spielen in Moskau 1980 auf dem Roten Platz. Waldemar Cierpinski links

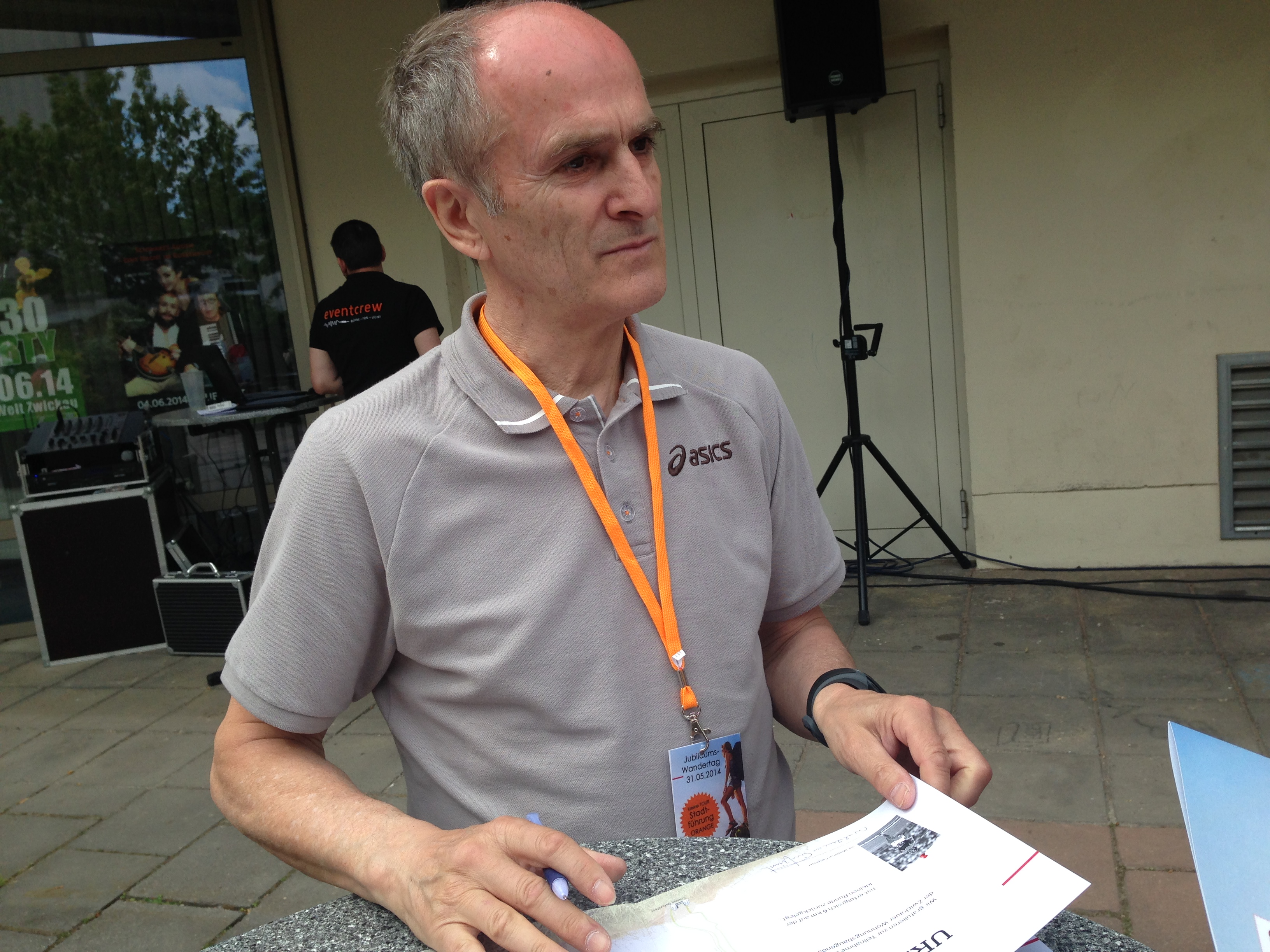
Waldemar Cierpinski am Rande einer Wanderveranstaltung in Zwickau 2014

Waldemar Cierpinski (* 3. August 1950 in Neugattersleben) ist ein ehemaliger Marathonläufer und Olympiasieger der DDR.

## Leben
Cierpinskis Eltern flüchteten Anfang 1945 mit einem Treck aus ihrem Heimatort  bei Kobylin (Polen) nach Westen, siedelten sich schließlich in Neugattersleben (Sachsen-Anhalt) an und betrieben Landwirtschaft.
Seit 1965 wohnt Cierpinski in Halle an der Saale. Er ist seit 1990 Inhaber eines Sportartikelgeschäftes in Halle. Seit 1994 führt er ein weiteres in Quedlinburg, das sich derzeit (Stand 2014) im Haus Grünhagen auf dem Markt der Stadt befindet, sowie ein Geschäft in Köthen. Als Mitglied des NOK engagierte er sich für die Olympiabewerbung von Leipzig. Außerdem wirkt er in der Organisation des Mitteldeutschen Marathons zwischen Leipzig und Halle.
1992 tauchten in Halle Listen mit Inoffiziellen Mitarbeitern auf, die den Verdacht nahelegen, dass Cierpinski unter dem Decknamen „Willi“ für das Ministerium für Staatssicherheit tätig war. Nach einem Bericht des Spiegels liegt zudem eine von Cierpinski mit Klarnamen unterzeichnete „Schweigeverpflichtung“ vom 26. April 1973 vor. Cierpinski bestreitet die Vorwürfe.
Im Rahmen der Aufarbeitung des staatlichen Zwangsdopings in der DDR durch Werner Franke ergab sich, dass Cierpinski möglicherweise gedopt wurde. Sein Name wird in einem Dokument zum staatlichen Doping-Plan der DDR aus dem Jahr 1974 erwähnt.
Cierpinski ist mit der ehemaligen Mittelstreckenläuferin Maritta Politz verheiratet und Vater dreier Söhne; sein Sohn Falk Cierpinski ist Marathonläufer und Triathlet.
2020 wurde Cierpinski für seine außerordentlichen Leistungen und nationalen sowie internationalen Erfolge bei der Jahrestagung der German Road Races mit dem GRR Award für sein Lebenswerk ausgezeichnet.

## Sportliche Karriere und Erfolge
Waldemar Cierpinski ist einer von bisher drei Athleten – neben Abebe Bikila und Eliud Kipchoge – die zweimal eine Goldmedaille bei Olympischen Spielen im Marathonlauf gewonnen haben. Er siegte jeweils 1976 in Montreal und 1980 in Moskau. Nach seiner Zielankunft 1980 rief der bekannte Sportreporter des DDR-Fernsehens Heinz Florian Oertel vor Begeisterung:
„Liebe junge Väter oder angehende, haben Sie Mut! Nennen Sie Ihre Neuankömmlinge des heutigen Tages ruhig Waldemar! Waldemar ist da!“
Bei der Schlussfeier 1980 war er Fahnenträger der Mannschaft der DDR.
Zu seinen sportlichen Erfolgen zählen außerdem die Bronzemedaille bei den Weltmeisterschaften 1983 in Helsinki, ein vierter Platz bei den Europameisterschaften 1978 in Prag, ein sechster Platz bei den Europameisterschaften 1982 in Athen sowie fünf DDR-Meistertitel.
Mit seiner beim Olympiasieg 1976 erzielten persönlichen Bestzeit von 2:09:55 h ist er der sechstschnellste deutsche Marathonläufer. (Stand: 30. Oktober 2016). 1984 beendete er seine aktive Laufbahn und arbeitete einige Jahre als Trainer in Halle.
Waldemar Cierpinski ist 1,70 m groß und wog zu Wettkampfzeiten 59 kg.
Platzierungen
- 1976: Olympiasieger in 2:09:55,0 h
- 1978: 4. Platz bei den Europameisterschaften in 2:12:20,0 h
- 1980: Olympiasieger in 2:11:01,0 h
- 1982: 6. Platz bei den Europameisterschaften in 2:17:50,0 h
- 1983: 3. Platz bei den Weltmeisterschaften in 2:10:37,0 h

Cierpinskis Training beinhaltete eine Mischung aus Läufen in drei Geschwindigkeiten sowie einem erheblichen Anteil an einer bei Marathonläufern eher seltenen Athletik:
Er lief einmal in der Woche 40 km und mehr in eher ruhigem Tempo, machte Wiederholungsläufe über 1000 Meter in der geplanten Renngeschwindigkeit sowie ein Intervalltraining über 400 Meter in einer deutlich über dem Renntempo liegenden Geschwindigkeit.

## Auszeichnungen (Auswahl)
- 1976: Vaterländischer Verdienstorden in Silber[10]
- 1980: Vaterländischer Verdienstorden in Gold
- 1984: Ehrenspange zum Vaterländischen Verdienstorden in Gold

## Film
1986 entstand bei der DEFA unter der Regie von Volker Steinkopff der 19-minütige Kino-Dokumentarfilm Der letzte Marathon, der Cierpinski porträtiert.